# Astrid Lødemel
Astrid Lødemel (Oslo, 9 de diciembre de 1971) es una deportista noruega que compitió en esquí alpino.
Ganó dos medallas en el Campeonato Mundial de Esquí Alpino de 1993, plata en descenso y bronce en supergigante. 

## Palmarés internacional
| Campeonato Mundial | Campeonato Mundial | Campeonato Mundial | Campeonato Mundial |
| Año                | Lugar              | Medalla            | Prueba             |
| ------------------ | ------------------ | ------------------ | ------------------ |
| 1993               | Morioka (Japón)    | Medalla de plata   | Descenso           |
| 1993               | Morioka (Japón)    | Medalla de bronce  | Supergigante       |